# Rumpelösa kyrka
Rumpelösa kyrka är en stenkammargrav i Veddige i Varbergs kommun i Hallands län. Fornlämningen är en stenåldersgrav av typen gånggrift som uppfördes någon gång mellan 3300 f.Kr och 3000 f. Kr.
Gånggriften omges av en jord- och stenhög som är 10 meter i diameter och 0,7 meter hög. Gravkammaren är närmast rektangulär med innermåtten 2,85x1,80 meter och orienterad i nordostlig-sydvästlig riktning.

## Läs mera
- Lars Blomqvist, Megalitgravarna i Sverige: typ, tid, rum och social miljö, Akademitryck ISBN 978-9-17-146731-7 (1989)